# Hemerophanes enos
Hemerophanes enos är en fjärilsart som beskrevs av Druce 1896. Hemerophanes enos ingår i släktet Hemerophanes och familjen tofsspinnare. Inga underarter finns listade i Catalogue of Life.